# Manjatjärnen
Manjatjärnen är en sjö i Arvika kommun i Värmland och ingår i Göta älvs huvudavrinningsområde. Manjatjärnen ligger i Rödvattnet-Majendal Natura 2000-område.